# Aldo Ascoli
Aldo Ascoli (Ancona, 14 settembre 1882 – Roma, 9 giugno 1959) è stato un ammiraglio italiano, veterano della guerra italo-turca, della prima guerra mondiale e della guerra d'Etiopia. Assunto il Comando Militare Marittimo delle Isole italiane dell'Egeo con il grado di ammiraglio di divisione, in seguito all'approvazione delle leggi razziali fasciste fu allontanato dal servizio il 31 dicembre 1938. Dopo la firma dell'armistizio di Cassibile, avvenuta l'8 settembre 1943, riuscì a raggiungere il Regno del Sud, riprendendo servizio nella Regia Marina in quanto nominato Comandante generale del Corpo delle capitanerie di porto. Decorato con tre Medaglie d'argento e due di bronzo al valor militare, e con la Croce al merito di guerra.

## Biografia
Nacque ad Ancona il 14 settembre 1882, figlio di Giuseppe ed Elisa Costantini. Arruolatosi nella Regia Marina, nel 1900 iniziò a frequentare la Regia Accademia Navale di Livorno, da cui uscì nel 1904 con il grado di guardiamarina, assegnato al Corpo di stato maggiore. 
Nel 1906 divenne sottotenente di vascello rimanendo imbarcato fino allo scoppio della Grande Guerra. 
Nel 1908 prese parte alle operazioni di soccorso alle popolazioni colpite dal terremoto di Messina e tra il 1911 e il 1912 prese parte alla guerra italo-turca, partecipando alle operazioni militari di sbarco sulle coste libiche il 10 ottobre 1911, imbarcato sulla nave da battaglia Re Umberto.  
Promosso tenente di vascello nel luglio 1912, si specializzò in artiglieria.  
Durante la prima guerra mondiale fu in forza al Comando in Capo di Venezia, dà prova di spiccato acume tattico nelle operazioni sul fronte del Piave al comando di un battaglione, ottenendo l'avanzamento, per meriti eccezionali, a capitano di corvetta dal 16 settembre 1918.  Al termine del conflitto risultava decorato con tre Medaglie d'argento e una seconda di bronzo al valor militare.

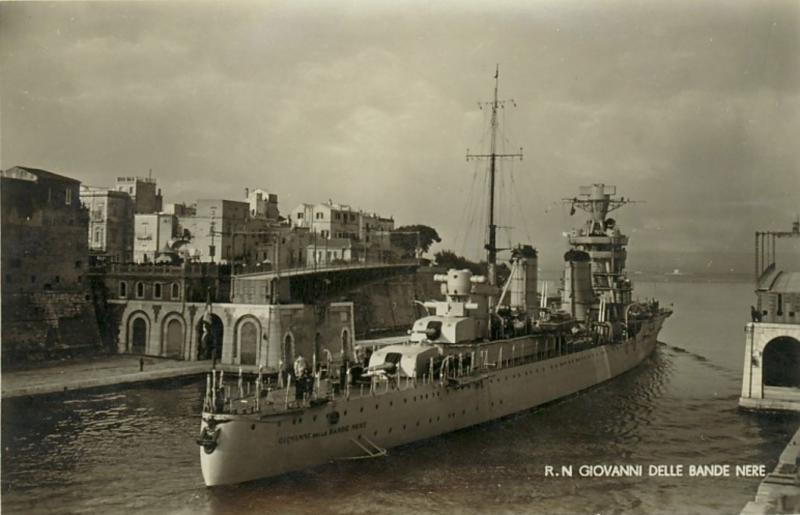
L'incrociatore leggero Giovanni delle Bande Nere in uscita dalla rada di Taranto

Il 29 maggio 1919 sposò la signorina Adele Beer, imbarcandosi nuovamente fino al 1923 quando diventò Capo sezione Artiglieria presso il Comando Militare Marittimo di Venezia, rimanendovi sino al 1925, anno in cui è promosso capitano di fregata.  
Successivamente svolge incarichi di comando su diverse Unità della Regia Marina, promosso capitano di vascello nel 1930, assunse poi il comando (1932-1934) del nuovo incrociatore leggero Giovanni dalle Bande Nere, ricoprendo anche l'incarico di Capo di stato maggiore della 2ª Squadra Navale. 
Nel 1935 divenne Capo di stato maggiore del Comando in Capo del Dipartimento Marittimo di Taranto e nel 1936, promosso contrammiraglio, comandò il Distaccamento della Regia Marina di Massaua, in Africa Orientale Italiana durante la guerra d'Etiopia.  Successivamente, rientrato in Italia, fu nominato comandante del Regio Arsenale militare marittimo di Taranto.
Dal 1º gennaio 1938 è promosso ammiraglio di divisione, assumendo il Comando Militare Marittimo delle Isole italiane dell'Egeo.  
Il 31 dicembre successivo viene congedato, come suo fratello, il generale di corpo d'armata del Regio Esercito Ettore Ascoli, per essere di origine ebraica, ai sensi e per gli effetti del Regio Decreto del dicembre 1938, relativo alle "Disposizioni relative al collocamento in congedo assoluto ed al trattamento di quiescenza del personale militare delle Forze armate dello Stato di razza ebraica". 
Dopo la firma dell'armistizio di Cassibile, avvenuta l'8 settembre 1943, si diede alla macchia e nel novembre successivo, con la famiglia, partì da Pescara e a bordo di un peschereccio riuscì ad arrivare a Bari, presentandosi al governo Badoglio. 
Spostatosi a Taranto fu riammesso in servizio nella marina assumendo l'incarico di Comandante generale del Corpo delle capitanerie di porto dell'Italia liberata, ricoprendo l'incarico fino al 14 gennaio 1946. Posto in posizione ausiliaria, cessò di prestare servizio nel 1952, e si spense a Roma il 9 giugno 1959.

### Fonti
1. 1 2 3 4 5 6 7 8 9  Nonnodondolo.
2. 1 2 3 4 5 6  Moked.
3. 1 2 3  Centro Studi Militari.
4. 1 2  Guardia Costiera.